# Gontran Ranson
Pour les articles homonymes, voir Ranson.
Gontran René  Ranson, né le 2 juillet 1891 à Paris où il est mort le 23 juin 1977, est un dessinateur, illustrateur et artiste peintre français.
Il est un des fondateurs de la « République de Montmartre »[réf. nécessaire]. Il signe le plus souvent « Ranson » ses dessins et tableaux.
Il se fait connaître dans les années 1920 pour ses affiches et ses dessins et illustrations légers.